# 미국-홍콩 관계
홍콩–미국 관계는 홍콩과 미국 간의 양자관계다.

## 역사

### 1997년 이전
미국은 영국령 홍콩에 영사관을 두었다. 홍콩은 냉전 기간 동안 서방과 중화인민공화국 간의 무역 통로로 자주 사용되었다.

### 1997년 이후
홍콩에 대한 미국의 외교 정책은 1992년 미국–홍콩 정책법에 명시되었다. 이 법은 1997년 주권 이양으로 영국의 통치가 끝난 후에도 미국이 홍콩을 중화인민공화국과 별개로 취급할 것이라고 규정했다. 미국은 홍콩에서 상당한 경제적, 정치적 이익을 유지하고 있다. 미국은 양자 협정을 체결하고 이행하며, 무역과 투자를 촉진하고, 고위급 방문을 주선하며, 법 집행 협력을 강화하고, 교육, 학술 및 문화적 유대를 강화하며, 대규모 미국 시민 및 방문객 커뮤니티를 지원함으로써 홍콩의 자주권을 지지한다.
세계 무대에서 홍콩은 테러리즘과의 글로벌 연합의 적극적인 회원이며, 컨테이너 보안 이니셔티브에 참여했으며 테러 네트워크 자금 조달 및 돈세탁 퇴치와 관련하여 중요한 파트너로 남아있다. 홍콩은 해당 UN 대테러 결의 및 국제자금세탁방지기구 권고 사항을 준수하기 위한 법률을 통과시켰다.
2012년 미국 글로벌 리더십 보고서에 따르면 홍콩 사람의 44%가 미국의 리더십을 지지했으며, 38%는 반대하고 18%는 불확실하다고 답했다. 2020년 현재 갤럽 보고서에 따르면 반대율이 60%로 증가했으며, 지지율은 31%, 불확실성은 9%로 나타났다.
2020년 7월 14일 현재 미국은 홍콩 자주법과 제45대 대통령 도널드 트럼프의 홍콩 정상화에 관한 행정 명령에 따라 홍콩에 대한 특별 대우를 더 이상 인정하지 않는다.

### 에드워드 스노든
2013년 에드워드 스노든 사건은 홍콩과 미국 간의 외교 위기였다. 2013년 5월 20일, 전 중앙정보국 (CIA) 직원인 에드워드 스노든이 홍콩에 도착했다. 그는 6월 초 홍콩에서 미국 국가안보국 (NSA)의 기밀정보를 유출했다. 스노든은 "미국 정부가 홍콩에 대해 엄청난 수의 범죄를 저질렀으며, 중화인민공화국도 마찬가지"라고 폭로했다. 이어 NSA가 감시한 중국 인터넷 프로토콜 주소를 지목하고, NSA가 홍콩 거주자들의 문자 메시지 데이터를 수집했다고 밝혔다. 6월 22일, 미국 관리들은 그의 여권을 취소했다. 6월 23일, 스노든은 모스크바행 상업 항공편에 탑승했다.
이 사건은 홍콩과 미국 간의 드문 외교적 갈등으로 판명되었다. 당시 미국은 홍콩과 활동적인 범죄인 인도 조약을 맺고 있었지만, 스노든은 미국의 요청대로 홍콩에 의해 구금되지 않았다. 홍콩 당국은 미국의 범죄인 인도 요청이 홍콩 법을 완전히 준수하지 않았기 때문이라고 말했다. 그리고 스노든이 떠나는 것을 막을 법적 근거가 없었다. 6월 24일, 미국 국무부 대변인 패트릭 벤트렐은 "이것이 홍콩 이민국 관리의 기술적인 결정이었다는 주장을 우리는 받아들이지 않는다. 이것은 유효한 체포 영장에도 불구하고 정부가 도망자를 풀어주기로 의도적으로 선택한 것이다. ... 비록 개인정보보호법이 스노든 씨의 여권에 대해 구체적으로 이야기하는 것을 금지하지만, 홍콩 당국은 스노든 씨에 대한 우리의 관심을 잘 알고 있었고 그의 여행을 금지할 충분한 시간이 있었다"고 말했다.

### 2019-2020년 홍콩 시위
2019년 도주범죄인 및 형사법 관련 법률 지원 개정 법안에 반대하는 일련의 홍콩 시위가 2019년 3월 15일부터 발생했다. 6월 9일까지 시위가 더욱 폭력적으로 변하면서 전 세계적인 관심을 받았다. 뉴욕 타임스는 다음과 같이 보도했다. 
“경찰에 대한 분노와 시민 자유의 점진적인 침식에 의해 촉발된, 주로 지도자 없는 시위는 자유, 민주주의, 홍콩의 자주권을 보호하기 위한 더 넓고 복잡한 운동으로 변모했다. 시위대의 요구 목록은 체포된 참가자들에 대한 사면과 모든 의원 및 행정장관에 대한 직접 선거를 포함하도록 늘어났다.”
법안은 철회되었지만 시위는 2020년까지 계속되었다.
2019년 8월, 중국 외교부 대변인 화춘잉은 "모두 아시다시피, 그들은 미국의 소행입니다."라고 말하며, 중국은 "어떤 외부 세력도" 홍콩에 개입하는 것을 "절대 허용하지 않을 것"이라고 경고하고 "불장난하는 자는 스스로 불에 타게 될 것"이라고 말했다.

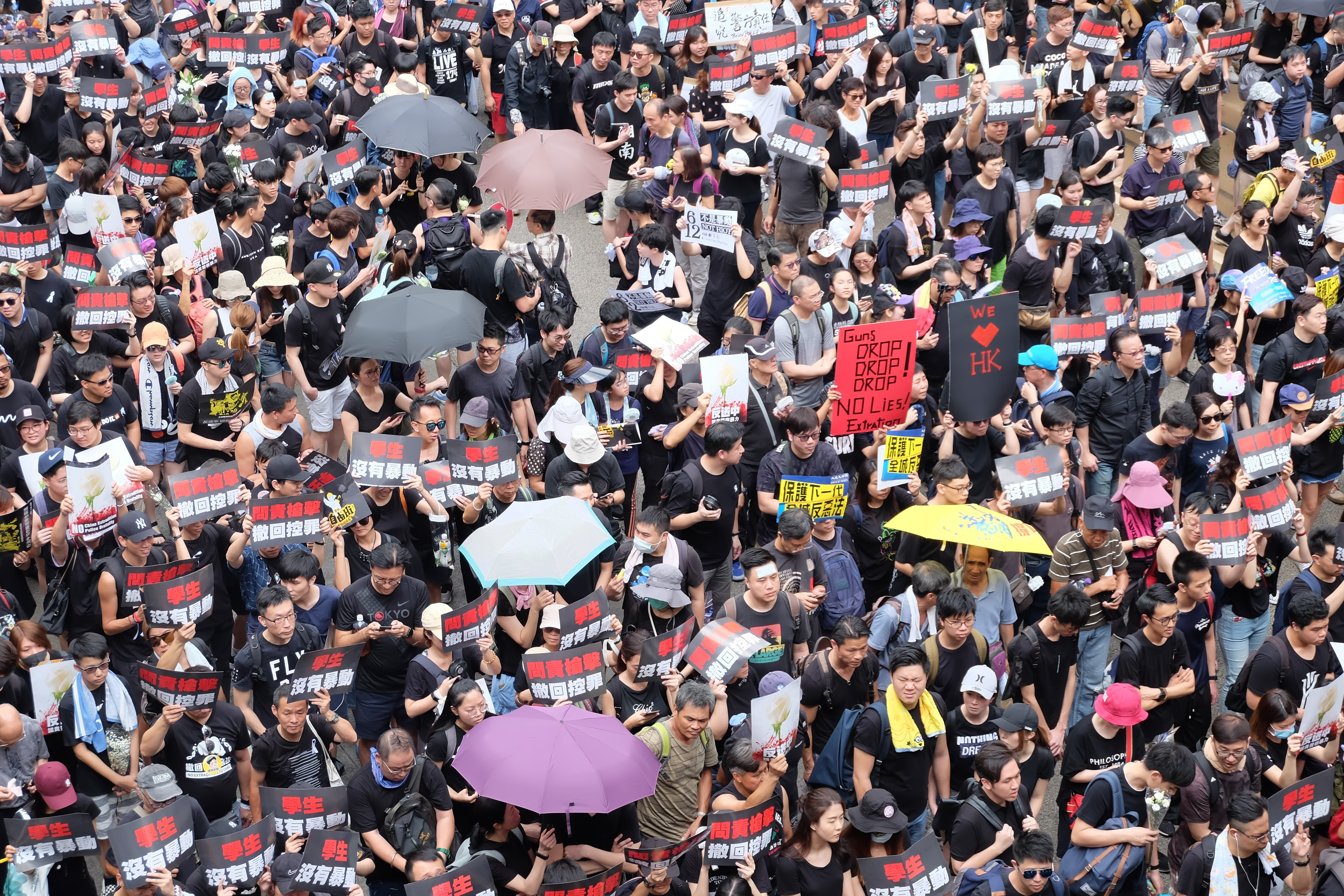
2019년 6월 홍콩 시위.

그러나 트럼프 대통령은 진행 중인 시위에 대해 다음과 같이 말했다. "어느 시점에는 그들이 그것을 멈추고 싶어 할 것이다. 하지만 그것은 홍콩과 중국 사이의 일이다. 왜냐하면 홍콩은 중국의 일부이기 때문이다." 홍콩 민주화 운동에 참여하고 있는 은퇴한 정치학 교수 조지프 청은 트럼프 대통령의 발언에 대해 블룸버그에 보도된 바와 같이 "홍콩 사람들에게 홍콩 문제는 대통령 의제에서 중요한 문제가 아닌 것처럼 보인다"고 말했다.
2019년 9월 초, 홍콩 시위대는 CNN에 보도된 바와 같이 홍콩 주재 미국 영사관으로 행진하며 "수만" 개의 미국 국기를 흔들며 트럼프 행정부에 홍콩 정부와의 대립을 끝내는 데 도움을 요청했다.
2019년 11월, 미국 대통령 도널드 트럼프는 홍콩 인권 민주주의 법에 서명하여 최루탄 및 고무탄과 같은 군중 통제 탄약의 홍콩 경찰에 대한 판매를 금지했다. 이는 미국과 홍콩 정부 간의 관계를 해쳤지만, 두 법안 모두 홍콩 시위대 사이에서는 강력히 긍정적인 반응을 얻었다.
사우스 차이나 모닝 포스트는 다음과 같이 썼다. "인권 민주주의 법은 1992년 이래 미국의 접근 방식의 기반이 된 홍콩 정책법의 연장선이다. 미국은 인권이 보편적이며, 중국이 홍콩에 대한 합의를 존중해야 한다는 오랜 정책을 가지고 있다" 그리고 "미국은 중국이 유엔에 제출된 국제 조약인 1984년 영중 공동 선언에 명시된 권리를 보호하겠다는 약속을 지키는 것이 오랜 정책이다."

### 특별 면제 철회
2020년 5월 28일, 중국 전국인민대표대회는 논란이 되는 홍콩 국가보안법을 승인했다. 이 법은 시위를 탄압하고 공산당이 중국의 국가 안보를 위협한다고 간주하는 "모든 행위 또는 활동"을 금지하는 것을 목표로 한다. 비판자들은 이 새로운 법률이 홍콩의 자치권과 자유에 "치명적인 타격"이라고 불렀다. 이 법률은 정부의 국가 보안 기관이 홍콩에서 활동할 수 있도록 허용한다.
2020년 5월 29일, 미국 대통령 도널드 트럼프는 중화인민공화국의 새로운 영토 국가 보안법으로 인해 홍콩에 미국에서 특별 지위를 부여하는 면제를 철회하도록 명령했다. 트럼프는 홍콩과 미국 간의 범죄인 인도 조약이 영향을 받을 것이며, 이 영토에 대한 미국 여행 지침이 변경될 것이고, 홍콩의 자유를 훼손한 관리들은 제재를 받을 것이라고 발표했다. 홍콩 자주법은 홍콩의 자치권을 침해하는 데 도움이 되는 관리 및 단체에 제재를 가한다. 2020년 6월 홍콩 국가보안법이 제정된 후 2020년 7월 14일 트럼프 대통령에 의해 법률로 서명되었다. 같은 날 서명된 트럼프의 홍콩 정상화에 관한 행정 명령에 따라 미국은 홍콩 자치권에 대한 상이하고 우대적인 대우를 중단하고 철폐했다. 이 법은 또한 1992년 미국-홍콩 정책법의 일부를 중단하며 홍콩이 더 이상 중국과 별개로 취급되지 않는다고 효과적으로 명시한다.
중국 외교부는 "중국 내정에 대한 심각한 간섭"에 대해 미국 관리들에게 상응하는 제재를 가하며 이 법을 "실수"라고 비난했다. 홍콩은 미국이 "사법 협력을 정치화"한 것에 대해 심각한 실망을 표명하고 비난했다.
2020년 8월 19일, 미국 대통령 도널드 트럼프는 홍콩과의 양자 협정 세 가지를 중단하거나 종료하도록 명령했다. 이 협정들은 도주자 인도, 유죄 판결을 받은 수감자 이송, 국제 해운 수입에 대한 상호 세금 면제를 포함한다.
2020년 11월 11일, 중국은 홍콩 국가보안법에 새로운 조치를 통과시켜 중국 국가 보안법에 반대하거나, 홍콩에 대한 베이징의 주권을 인정하지 않거나, "외국 또는 외국 세력이 지역 문제에 개입하도록" 모색하는 홍콩 의원들을 제명했다. 즉시, 다음 의회 선거에 출마할 예정이던 친민주주의 홍콩 의원 4명이 자격을 박탈당했다. 친민주주의 의원 15명은 항의하며 사임했다. 중국 중앙 정부는 홍콩이 "애국자들에 의해 통치되기를" 원한다고 밝혔다.

미국 국가안보보좌관 로버트 C. 오브라이언은 중국이 국제적 약속을 위반했다고 비난하고 "홍콩의 자유를 말살하는 데 책임이 있는" 중국 관리들에 대한 추가 제재를 위협했다. 친민주주의 의원들의 최근 제명에 대한 응답으로 오브라이언은 "'일국양제'는 이제 홍콩에서 중국 공산당의 확산되는 일당 독재를 덮기 위한 무화과 나뭇잎에 불과하다"고 말했다. 공화당 상원의원 마코 루비오와 민주당 상원의원 제프 머클리와 같은 외교위원회 미국 상원의원들은 홍콩의 민주주의가 "숨을 헐떡이고 있다"고 말했다. 성명에서 상원의원들은 다음과 같이 말했다.
“중국의 선출되지 않고 책임지지 않는 전국인민대표대회 상무위원회는 홍콩 주민들의 신성한 권리와 자유를 박탈하는 데 또 다른 심각한 조치를 취했다. 미국과 모든 자유 동맹국이 단결하여 홍콩의 민주적 정치 시스템의 남은 부분을 거의 지워버리고 중국의 조약 의무를 위반하는 이 권위주의적 권력 장악의 부인할 수 없는 광범위한 파급 효과를 인정하고 비난하는 것이 중요하다.”

## 영사관 및 대표부

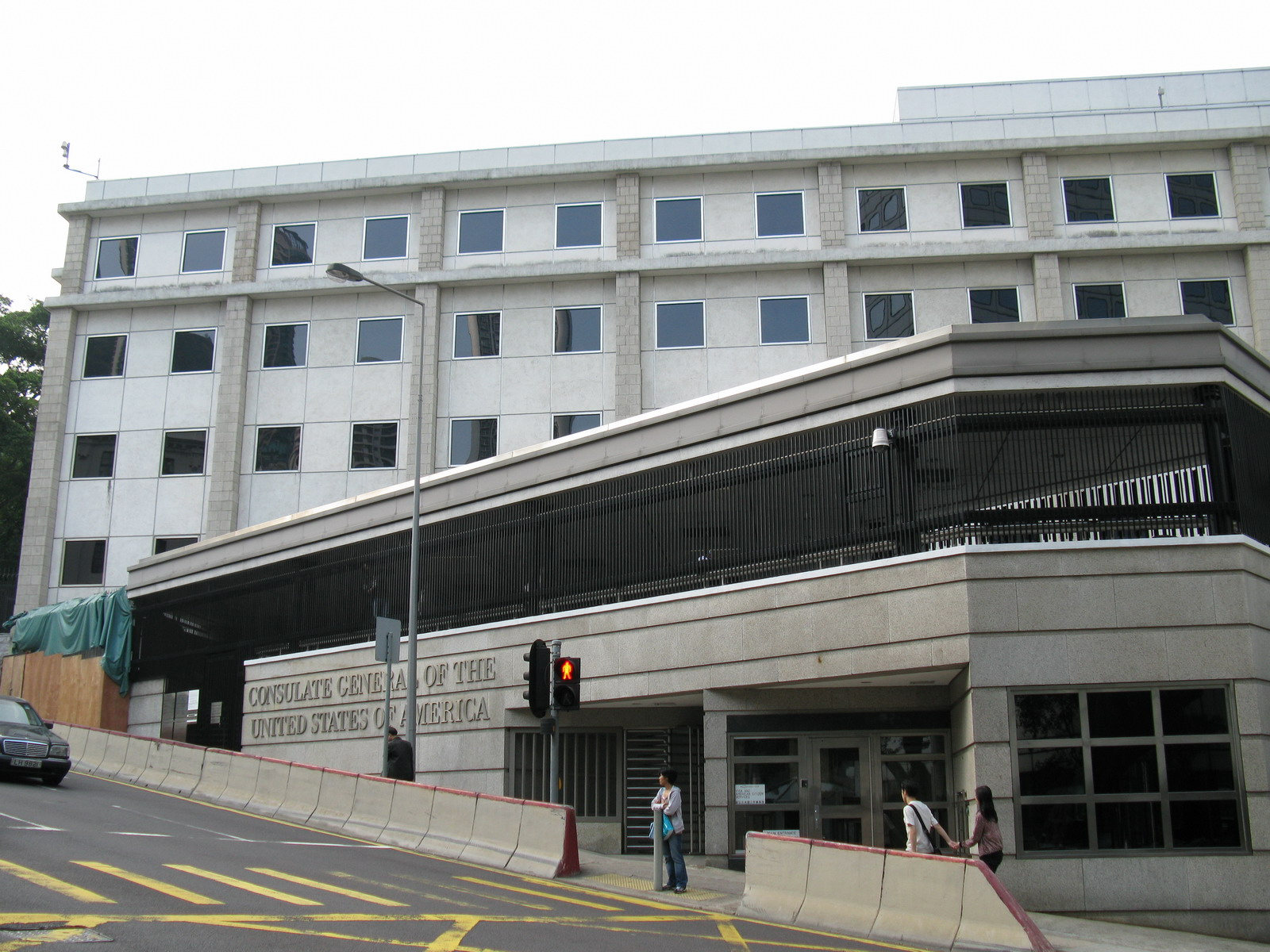
중완에 위치한 주홍콩 마카오 미국 총영사관

홍콩 정부는 워싱턴 D.C., 뉴욕, 샌프란시스코에 경제무역대표부를 두고 있다.
주홍콩 미국 총영사관은 홍콩 가든 로드 26번지에 위치한다. 명칭과 달리 총영사관은 베이징 주중화인민공화국 대사관에 종속되지 않는다. 미국의 총영사는 대사급으로, 미국 국무부 동아시아 담당 차관보에게 보고한다. 대조적으로 청두, 광저우, 상하이, 선양에 파견된 미국 총영사는 미국 대사에게 직접 종속되는 베이징 미국 대사관의 부사절에게 보고한다.

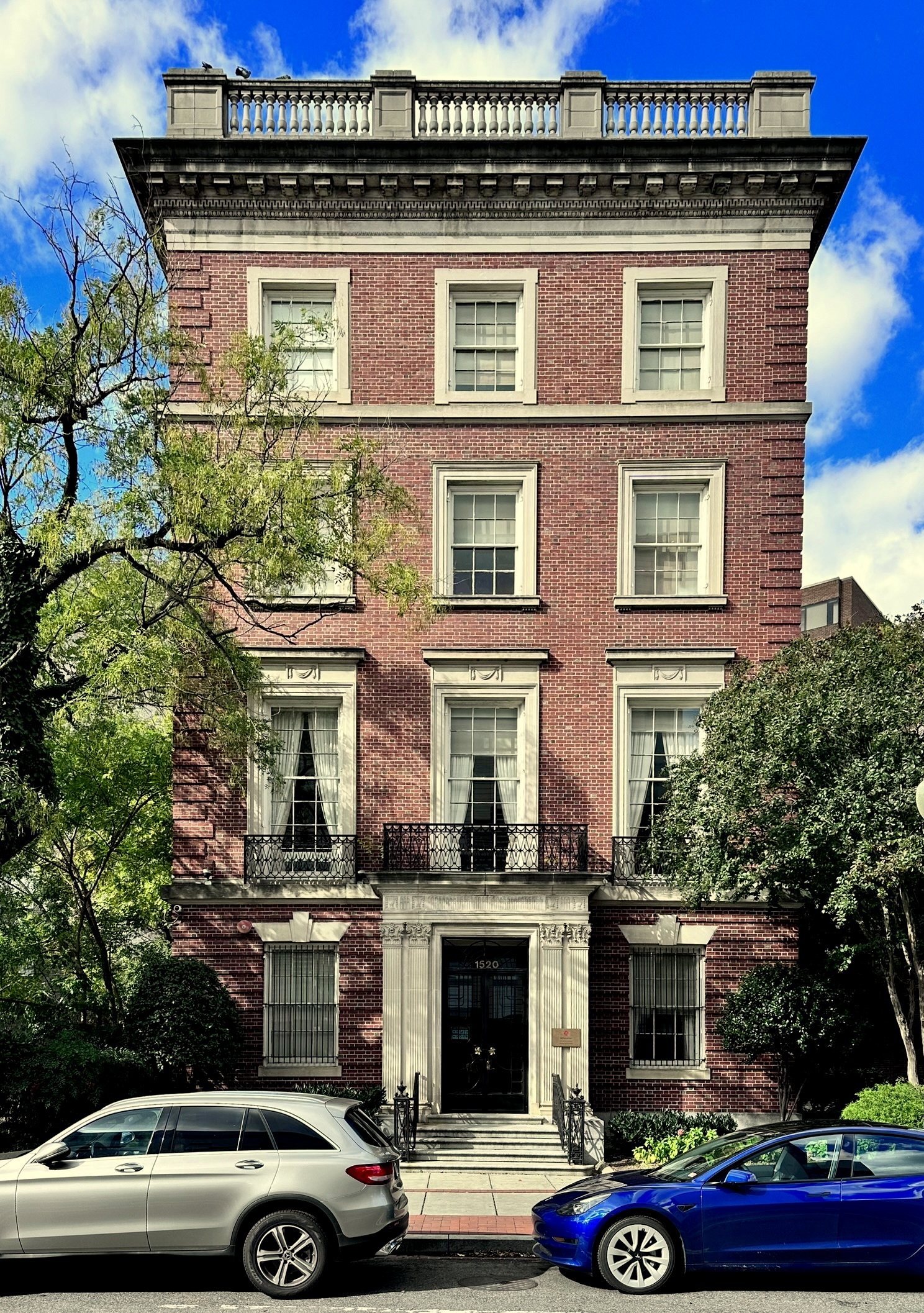
워싱턴 D.C.에 위치한 홍콩 경제무역대표부

## 경제 관계
미국과 홍콩은 강력한 경제적, 사회적 유대를 맺고 있다. 약 1,300개의 미국 기업(726개 지역 지사 포함)과 약 85,000명의 미국 시민이 홍콩에 거주하고 있다. 미국 정부 통계에 따르면 2006년 홍콩으로의 미국 수출 총액은 178억 달러였다. 2006년 말 홍콩에 대한 미국의 직접 투자 총액은 약 381억 달러로, 미국은 중화인민공화국 및 일본과 함께 홍콩의 최대 투자국 중 하나이다. 2018년 미국 상품 통계에 따르면 홍콩의 총 교역액은 438억 달러로 미국과 21번째로 큰 무역 파트너였다.

홍콩은 또한 세계무역기구의 정회원이며 중국 본토와 별도의 관세 영역을 유지한다. 미국과 함께 홍콩은 아시아 태평양 경제협력 포럼 및 국제자금세탁방지기구의 독립 회원국이기도 하다. 홍콩은 1997년 반환 이후 국경, 인력, 기술 수출 통제에 변화 없이 별도의 관세 영역으로서 높은 수준의 자치권을 누렸다. 

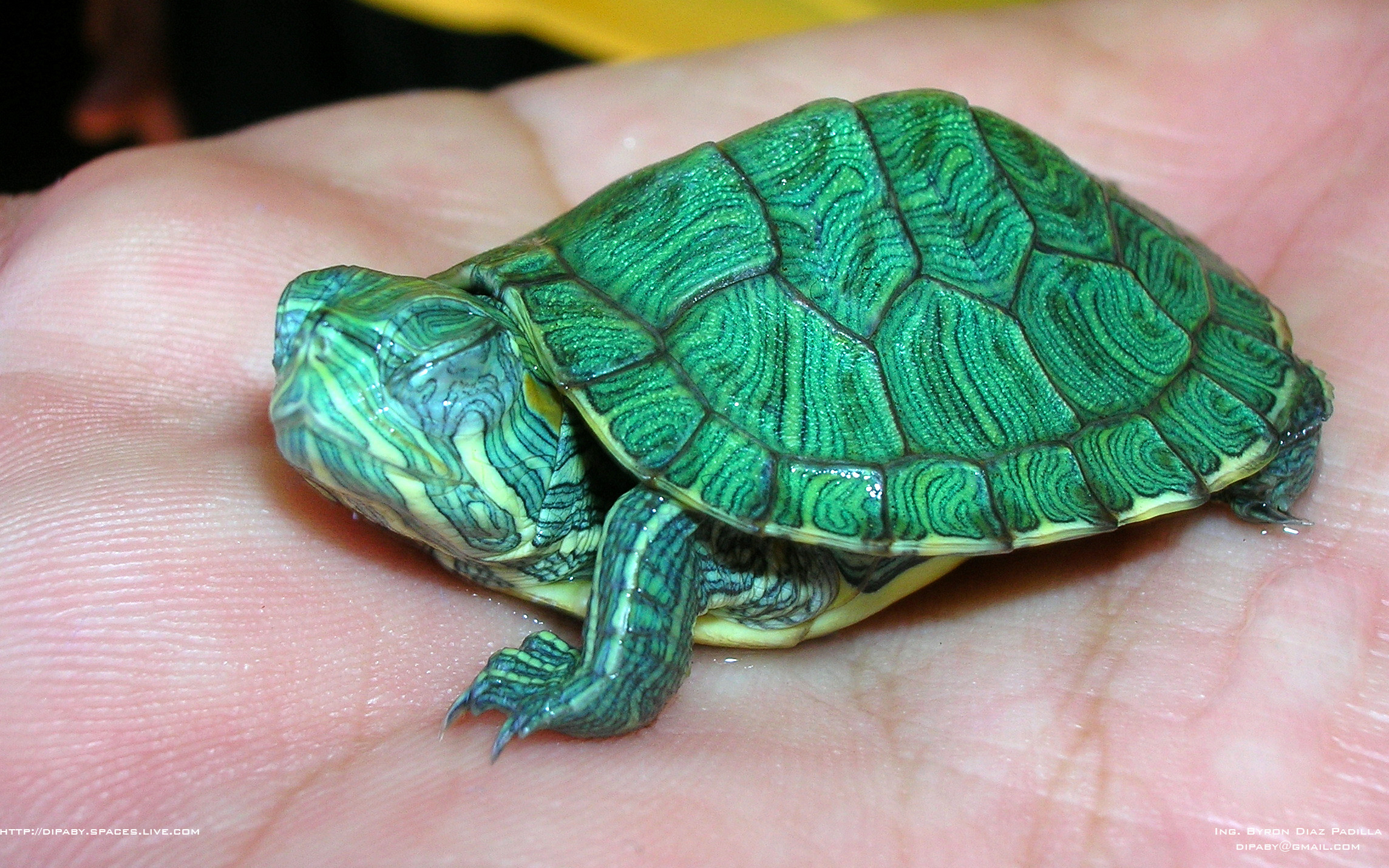
홍콩은 미국산 거북의 1위 수출 대상국이다.

2002년 10월, 미국과 홍콩은 민간 항공 협정을 체결하여 항공 시장을 크게 자유화했다. 미국과 가장 큰 무역 흑자 파트너 중 하나로, 310억 달러에 달하는 홍콩은 미국산 항공기 및 우주선의 대규모 수입국이다. 전기 기계, 진주, 금, 다이아몬드, 예술품, 육류, 과일 및 견과류도 홍콩에서 수입하는 중요한 품목이다. 2018년 미국에서 홍콩으로의 수출액은 128억 달러에 달했다. 미국은 홍콩의 해외 직접 투자 최대 공급원 중 하나이다. 미국 무역대표부 및 기타 미국 기관들은 정기적으로 홍콩을 복합 무역 시스템의 선도적인 예시로 인용한다.
지적재산권 (IPR) 보호는 최근 몇 년 동안 크게 개선되었으며, 불법 생산을 통제하기 위한 효과적인 새로운 법률의 도입과 개선된 집행으로 인해 홍콩은 이제 효과적인 IPR 보호를 위한 지역 모델이 되었다. 그러나 현재 저작권법으로는 온라인 불법 복제가 효과적으로 해결되지 않았다.
2020년 홍콩 자주법이 서명되면서 미국 세관은 홍콩에서 수입되는 상품에 "메이드 인 홍콩" 대신 "메이드 인 차이나" 라벨을 사용하도록 요구한다. 홍콩 상무장관 에드워드 야우는 미국의 이러한 조치를 비난했다. 그는 "홍콩에서 만들어진 제품이 다른 곳에서 만들어진 제품으로 표시될 수 있는가?"라고 물으며, 이 규칙이 "제품 원산지에 대한 WTO 규칙을 준수하지 않는다"고 말했다. 야우는 홍콩의 별도 관세 영역 및 국제 무역 중심지로서의 미래에 대한 우려를 표명하고 홍콩의 무결성을 훼손한 미국을 비난했다.
홍콩 행정장관 에릭 찬은 2025년 2월 4일 홍콩이 미국이 도시 부과한 최근 관세에 대해 세계무역기구에 불만을 제기할 것이라고 말했다.

## 같이 보기
- Hong Kong Americans
- Foreign relations of Hong Kong
- 미국의 대외 관계
- United States–Hong Kong Agreement for the Surrender of Fugitive Offenders

## 내용주
1. ↑  홍콩 법무장관 림스키 위안은 미국 당국이 보낸 서류에 "불일치 및 정보 누락"이 있어 정부 관리들이 스노든에 대한 임시 체포 영장을 발부하지 않았다고 주장했다.[15] 위안은 스노든의 전체 이름이 일치하지 않았고, 그의 미국 여권 번호도 누락되었다고 설명했다. 홍콩은 또한 정치적 사건이 아닌지 확인하기 위해 스노든에 대한 혐의와 증거에 대한 더 많은 세부 정보를 원했다. 림스키 위안 법무장관은 미국 법무부 장관 에릭 홀더와 전화 통화를 통해 스노든 구금에 "절대적으로 필요한" 세부 정보 요청을 강화했다고 말했다. 위안은 "미국 정부가 스노든이 홍콩을 떠날 때까지 정보를 제공하지 못했기 때문에 법무부가 법원에 임시 체포 영장을 신청하는 것은 불가능했다. 사실, 지금도 미국 정부는 우리가 요청한 세부 정보를 아직 제공하지 않았다"고 말했다.[16]